# Franco Pinna

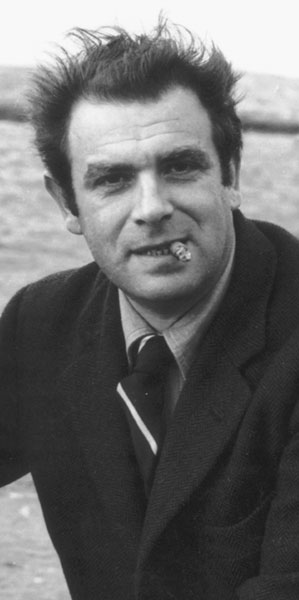
Il fotografo Franco Pinna

(Federico Fellini, 1988.)
Franco Pinna (La Maddalena, 29 luglio 1925 – Roma, 2 aprile 1978) è stato un fotografo italiano, uno dei principali rappresentanti del neorealismo. Ha quasi esclusivamente lavorato in bianco e nero.

## Biografia
I suoi esordi, dopo una breve esperienza come operatore di cinedocumentari, avvengono nel 1952 in parallelo a un'intensa militanza politica nel Partito Comunista Italiano, dal quale fuoriesce nel 1956 per protesta contro i fatti d'Ungheria.
Nel 1952 con Plinio De Martiis, Caio Mario Garrubba, Nicola Sansone e Pablo Volta costituisce la Cooperativa Fotografi Associati, ispirata al modello internazionale della famosa Agenzia Magnum. La cooperativa fu sciolta nel 1954 a causa di difficoltà economiche. Sempre in quegli anni aveva seguito l'antropologo Ernesto De Martino nel corso di diverse spedizioni di ricerca in meridione (Lucania, 1952, 1956, 1959; Salento 1959), ottenendone documentazioni di grande valore artistico e culturale. Nel 1959 pubblica il suo primo fotolibro, La Sila, a cui fa seguito Sardegna una civiltà di pietra (1961). Le sue foto appaiono sulle riviste Life, Stern, Sunday Times, Vogue, Paris Match, Epoca, L'Espresso, Panorama.
Pinna diventa fotografo di fiducia di Federico Fellini e realizza le foto di scena dei suoi film da Giulietta degli spiriti, 1965, fino a Casanova nel 1976; pubblica alcuni fotolibri (I Clowns, Fellini's Film) ispirati ai suoi film. La morte improvvisa gli impedisce di concludere il progetto Itinerari emiliani, cominciato nel 1976.

## Mostre
- Omaggio a Franco Pinna. Fotografie 1944-1977. A cura dell'Istituto di Studi Scientifici sul Fotogiornalismo/Archivio Franco Pinna,
- Con gli occhi della memoria. La Lucania nelle fotografie di Franco Pinna, allestita presso il Museo Provinciale di Potenza, dall'8/11/02- al 15/3/03

## Note

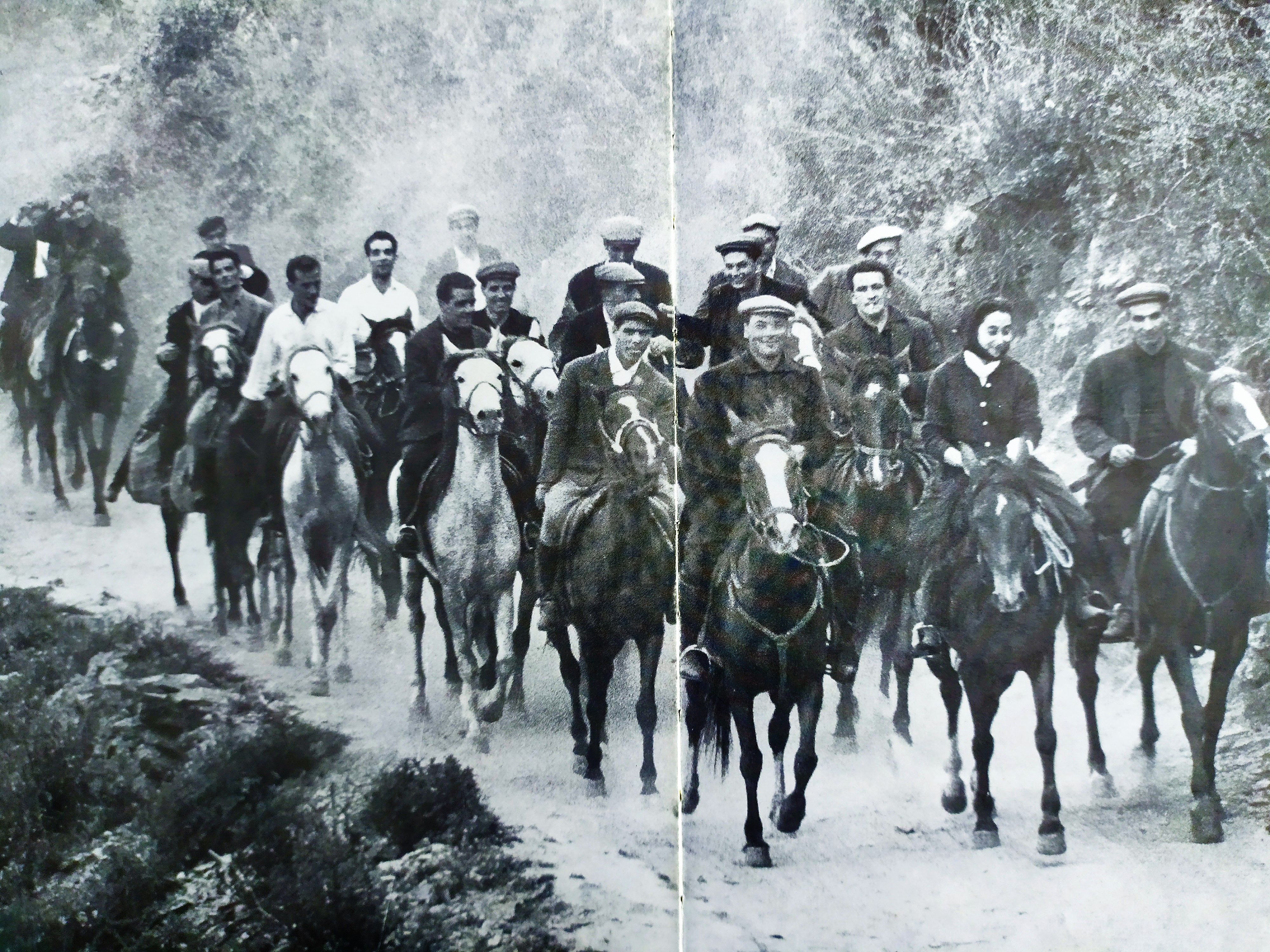
Uomini e donne di Nùoro in viaggio, insieme al priore, verso il santuario di san Francesco a Lula